# 月光松山號列車
月光松山（日语： Mūnraito Matsuyama */?）號列車是由西日本旅客鐵道（JR西日本）和四國旅客鐵道（JR四國）運行於京都站至松山站之間的臨時夜行快速列車。途經東海道本線、山陽本線、宇野線、本四備讚線（瀨戶大橋線）和予讚線。

## 概要
「月光松山」是「月光高知」號列車於松山站到發的版本。在1995年起，主要在青春18車票可用期限或週末行走。考慮到使用車輛的壽命將至，晩年只於最多客的時期（黃金周、御盆節等）的前後數日行走。在2008年度冬季後便沒有再開辦班次。

## 運行概況
「月光松山」在京都站至多度津站（運輸停車）之間與「月光高知」結併運輸。雖然「月光松山」是臨時列車，但由於該列車於深夜行走，因此可避免影響貨運列車的班次。

### 停車站
京都站 - 新大阪站 - 大阪站 - 三之宮站 - 神戶站 - 明石站 - 加古川站 - 姬路站 - 岡山站 - 新居濱站 - 伊予西條站 - 今治站 - 伊予北條站 - 松山站
- 此外，下行班次會在有年站停靠20分鐘，以待避貨物列車。而上下行班次會在多度津站運輸停車，以便與「月光松山」進行分離或結併。

### 使用車輛

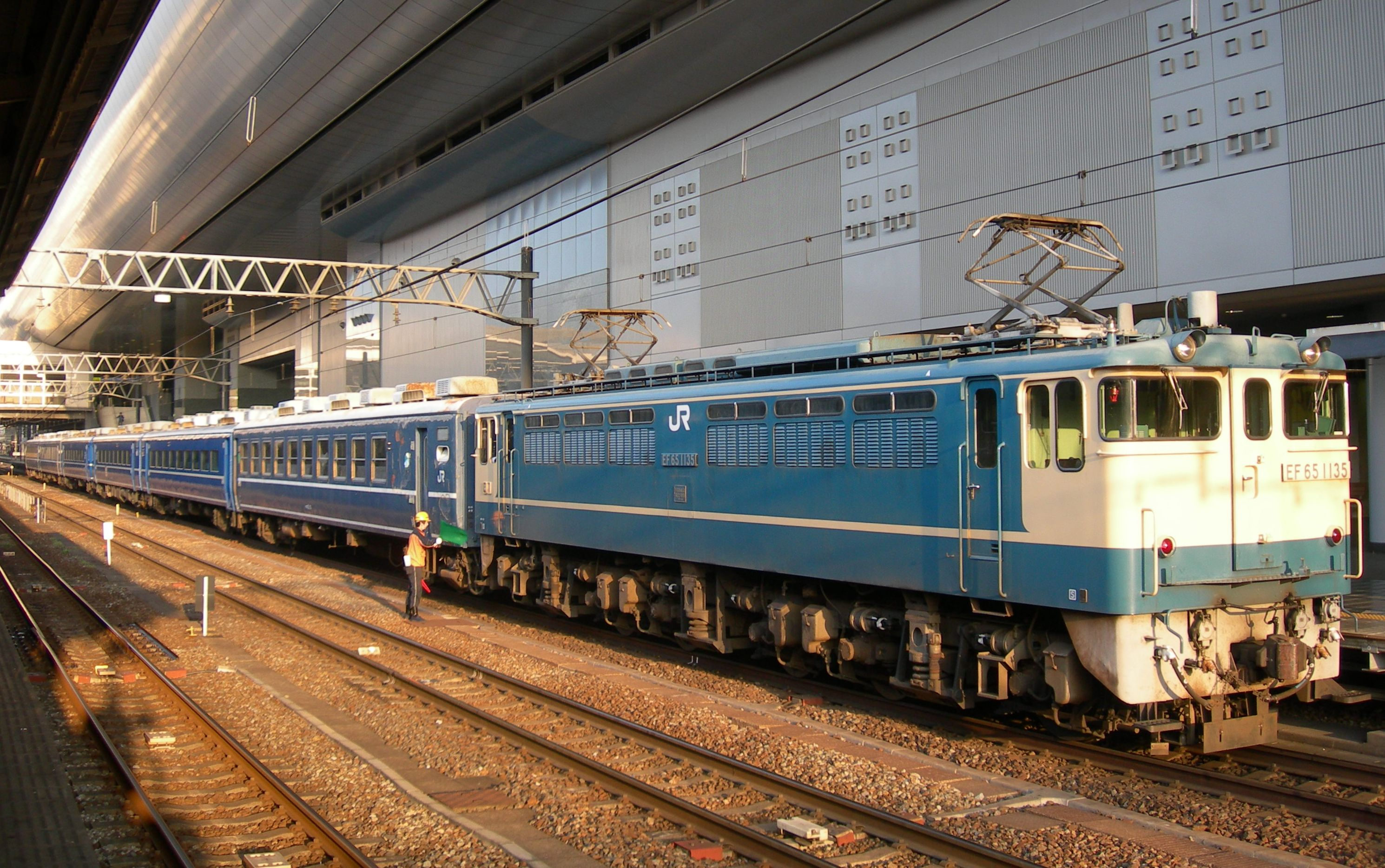
EF65形電力機車（京都站）

「月光松山」列車中，1輛使用來自高知運輸所的12系座位客車，該車輛是從JR四國團體專用車輛改裝而成，於「月光松山」被用作綠色車廂指定席（禁煙）。2輛是來自JR西日本宮原綜合運輸所的14系座位客車，當中一架係禁煙車廂，另一架為吸煙車廂。14系的客車由原本座椅為一般躺椅，更換為簡易躺椅。曾經「月光松山」使用來自岡山電車區的12系客車。
牽引機車方面，京都站至岡山站之間（在岡山站開始改善工程後改為多度津站）之間使用由JR西日本下關車輛管理室所屬的EF65型電力機車。而岡山站/多度津站至松山站之間使用JR四國高知運輸所所屬的DE10型柴油機車。岡山站/多度津站至松山站之間已經電氣化，但使用柴油機車牽引的原因是由於JR四國沒有任何電力機車，因此才使用柴油機車。
截至2009年1月，上下行列車靠近京都一方的3卡(4－6號車廂）是松山編成，靠近高知、松山一方的3卡（1－3號車廂）是高知編成。

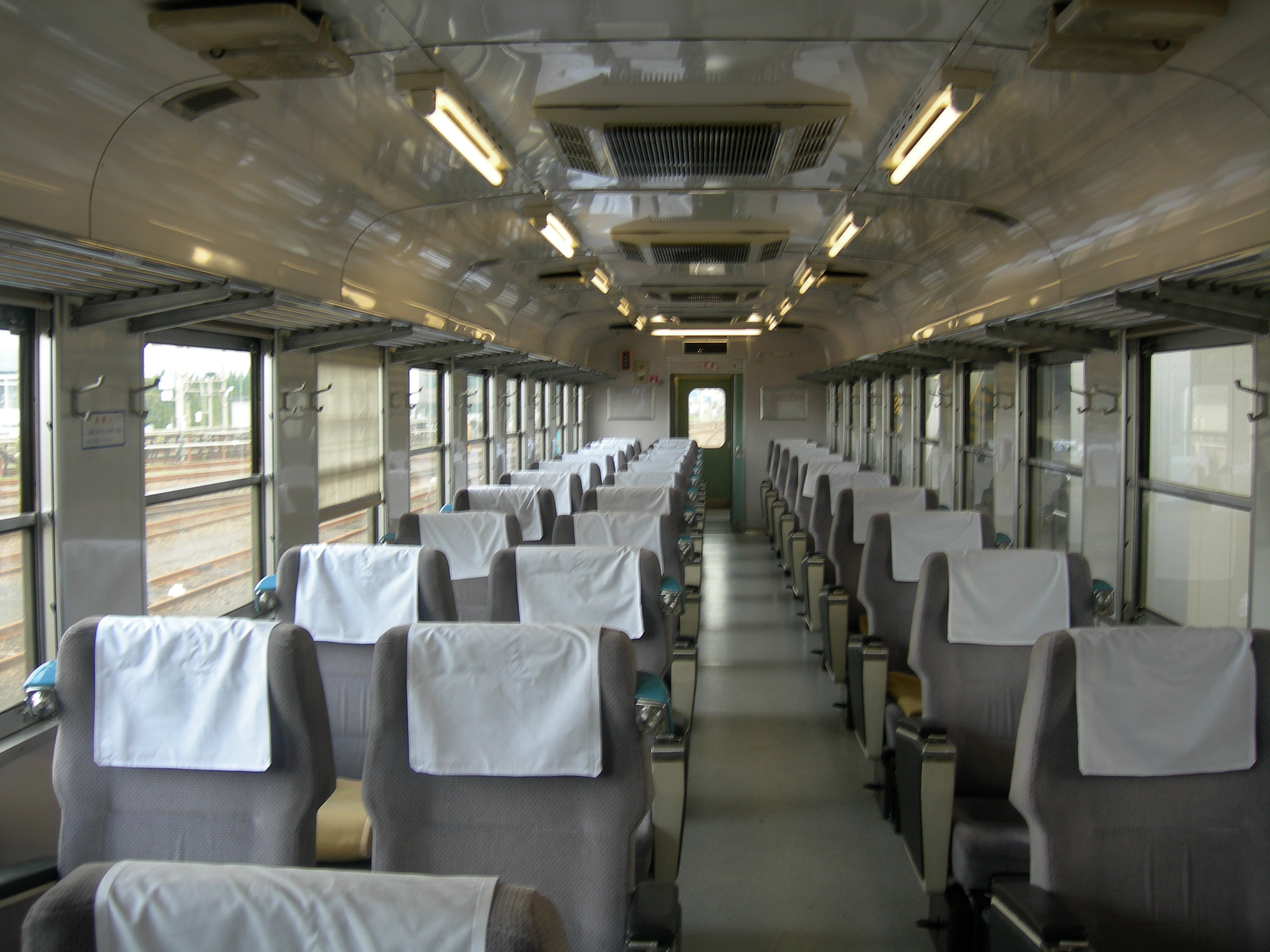
12系客車綠色車廂內。
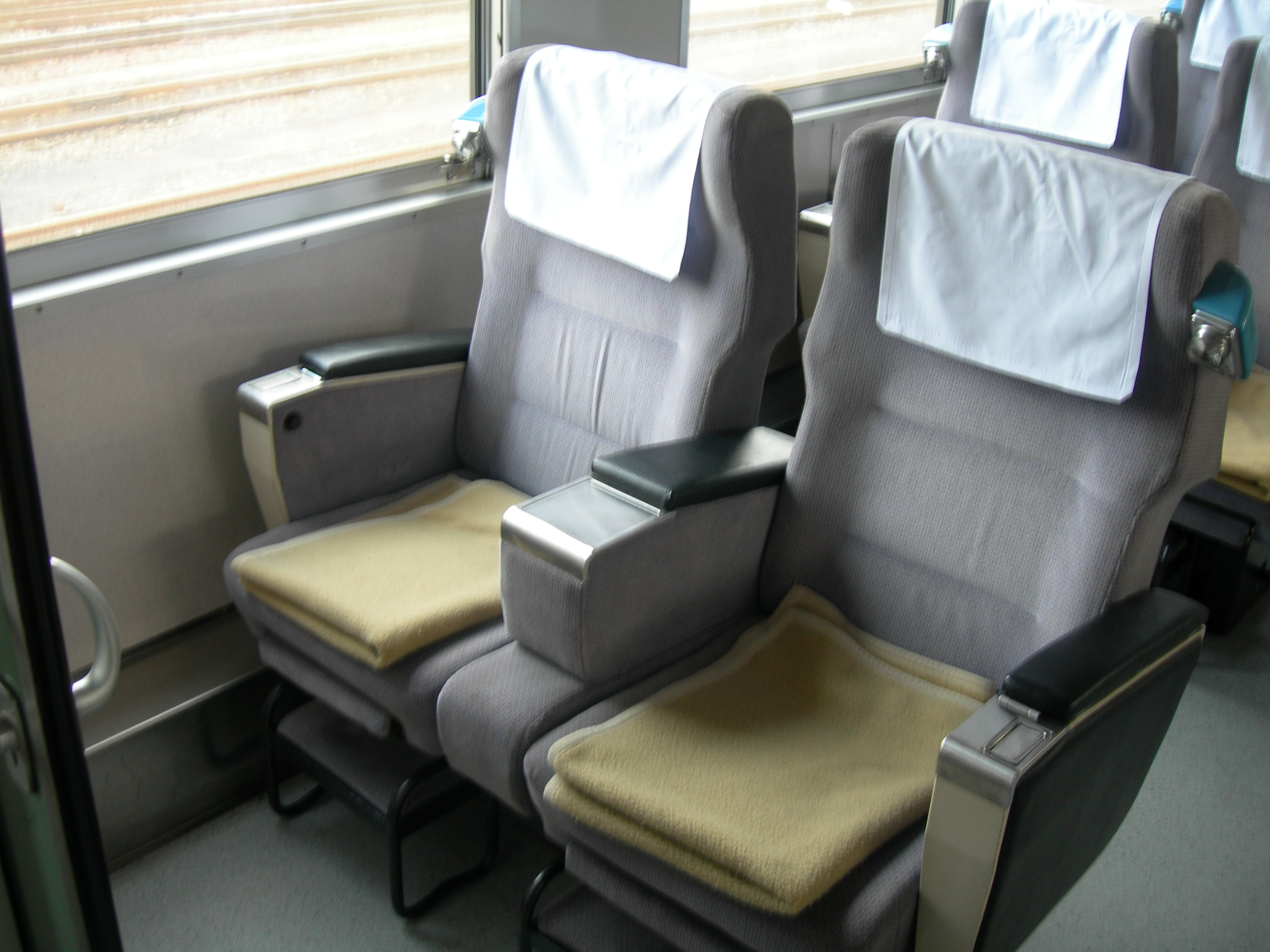
12系客車綠色車廂。當中提供了閱讀燈、腳踏板和毯子。
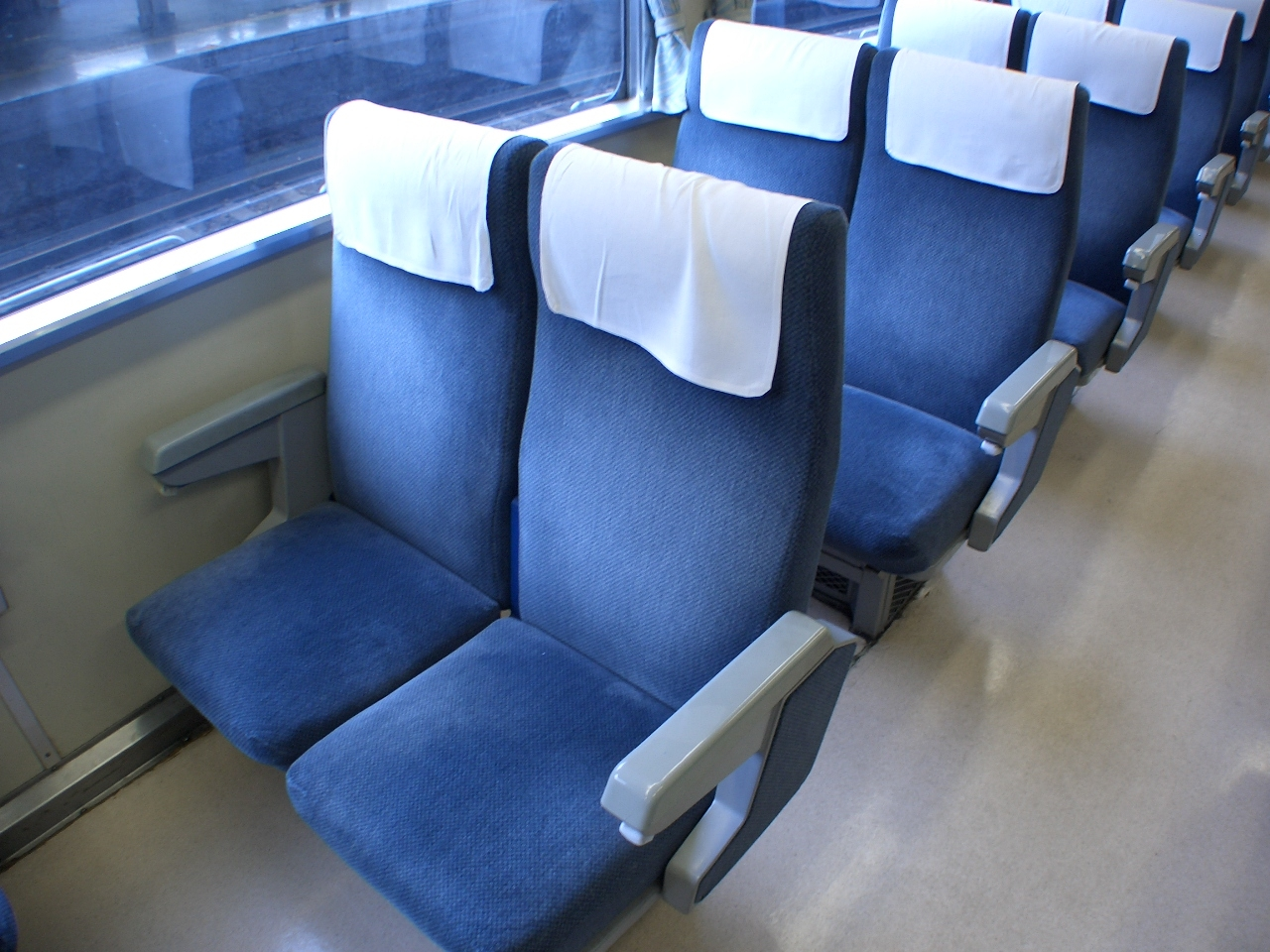
普通車座位主要為簡易躺椅。

## 歷史
- 1995年（平成7年）4月：開始運行。
- 2009年（平成21年）1月：當年冬季後再沒有開辦班次。

## 注腳